# 1-(Dodecylthio)anthrachinon
1-(Dodecylthio)anthrachinon ist eine chemische Verbindung, die als Catals Reagenz zum empfindlichen Nachweis von Eisen(II)-sulfat verwendet wird. Es handelt sich um ein Anthrachinonderivat aus der Stoffklasse der Thioether. 

## Geschichte
Das Reagenz wurde 2019 vom türkischen Biologen Tunc Catal entwickelt.

## Synthese
Die Synthese von 1-(Dodecylthio)anthrachinon erfolgt durch Umsetzung von 1-Chloranthrachinon mit 1-Dodecanthiol in Ethylenglycol.

## Verwendung
Zur Verwendung als Catals Reagenz wird die Verbindung in organischen Lösungsmitteln wie Ethanol, Methanol und Acetonitril gelöst. Das Reagenz wird mit der zu untersuchenden Eisen(II)-sulfat-Lösung und Wasserstoffperoxid gemischt und mit deiner Trinatriumcitratlösung versetzt. Im Reaktionsmedium wird durch das Wasserstoffperoxid das Eisen(II) zu Eisen(III) und der Thioether zum Sulfoxid oxidiert. Das Anthrachinonsulfoxid bildet mit dem Eisen einen Anthrachinon-Metall-Komplex. Der Farbumschlag wird UV-spektroskopisch gemessen.

## Patent und Registrierung
Catals Reagenz wurde am 21. Mai 2021 vom Türkischen Patent- und Markenamt unter der Registrierungsnummer 2019 17962 offiziell registriert. Weiterhin wurde das Reagenz am 19. Oktober 2023 mit der Nummer EP4062171 (A1) als europäisches Patent erteilt.